# M14/41
M14/41（Carro Armato Medio da 14 tonnellate Modello 1941）は、1941年に就役したイタリア軍の中戦車である。この4人乗り戦車のイタリア軍の制式名称はカルロ・アルマートM14/41だった。この戦車は北アフリカ戦線で初めて投入され、そこで欠点が速やかに明らかとなった。

## 概要

### 開発
M14/41は、M13/40にわずかな改修が施されたバージョンで、より強力なディーゼルエンジンが搭載されている。配備された時点ですでに旧式であると見なされていたため、量産は少数にとどまった。M14/41はM13/40と同じシャシーを用いたが、より良い装甲を備えるよう再設計された車体を使っている。
M14/41は1941年から1942年にかけて生産された。生産終了までにおよそ800両程度が作られている。

### 戦歴

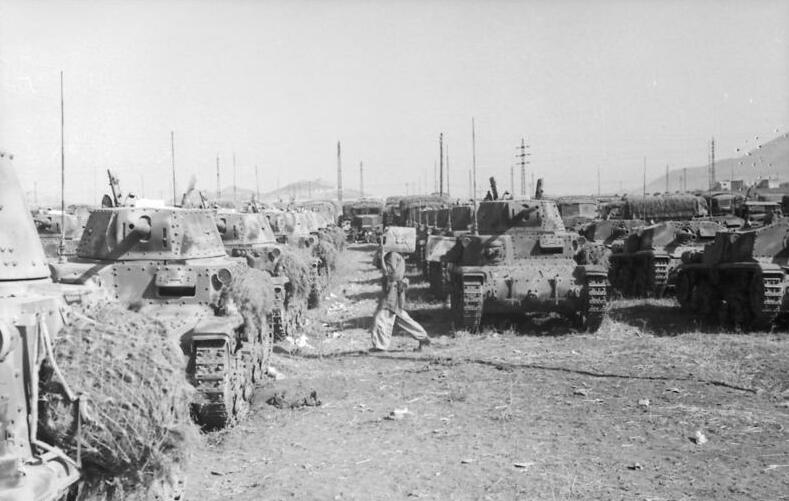
補給所のM14/41。1943年9月

本車は北アフリカ戦線に初投入されて速やかに欠点が明らかとなった。この車輌は信頼性に乏しく、窮屈で、砲弾が命中した際には容易に炎上した。
北アフリカからのイタリア軍の撤退後、M14/41と遭遇することは稀になったものの、1941年当時のイギリス軍やオーストラリア軍では戦車が深刻に不足しており、これを満たすためには多数の捕獲車輌の使用を余儀なくされた。こうした車輌が長く連合軍の部隊に残ることはなかった。
派生型として、M14/41のシャシーは、より成功した兵器であるセモヴェンテ da 90/53駆逐戦車のベースに用いられた。

## 登場作品

### ゲーム
『World of Tanks』
イタリア中戦車M14/41として開発可能。
『War Thunder』
イタリアの中戦車M14/41としてM13/40の次に開発可能。またM14/41(47/40)(M14/41の主砲を47mm/L32から改良型の47mm/L40に交換し車体の連装機銃をBreda13.2mm機関銃に交換したもの。)がプレミアム車両として購入可能。
『トータル・タンク・シミュレーター』
イタリアの改中戦車M14として登場。